# バイラクタル TB2
バイラクタル TB2
トルコ空軍のバイラクタル TB2
- 分類：UCAV
- 製造者：バイカル
- 運用者：

  -  トルコ（トルコ空軍、ジャンダルマ）
  -  カタール（カタール空軍）
  -  リビア（リビア空軍）
  -  ウクライナ（ウクライナ空軍）
  -  アゼルバイジャン（アゼルバイジャン空軍）
- 初飛行：2014年8月
- 生産数：500機以上[1][2]
- 運用状況：運用中
- 原型機：バイラクタル TB1
- 派生型：バイラクタル TB3

バイラクタル TB2（英語: Bayraktar TB2）は、トルコのバイカルが主にトルコ空軍（TAF）用に製造したトルコの中高度長時間滞空型（MALE）無人戦闘航空機（UCAV）であり、テレオペレーションまたは自律的な飛行操作が可能である。

## 概要

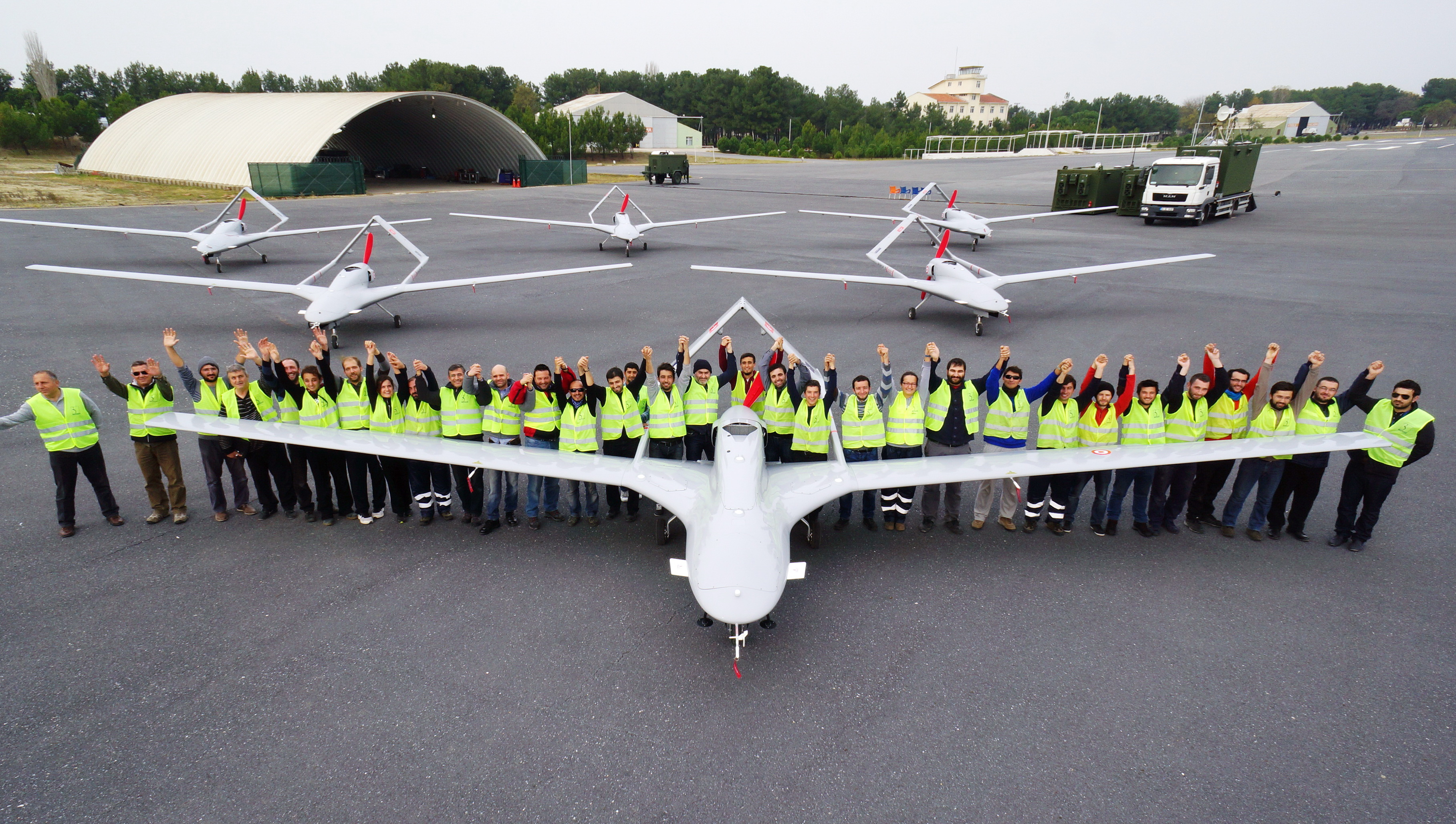
バイカルUAVチーム

トルコのBaykar Defence社により、主にトルコ軍向けに製造されている。
テュルクサット衛星を介し、機体は地上管制所にいる操縦員などにより、武器使用も含めた監視・制御が行われている。
バイラクタルとは、トルコ語で「軍旗」や「旗手」を意味する。
UAVの開発は、トルコの大統領レジェップ・タイイップ・エルドアンの娘婿で元マサチューセッツ工科大学（MIT）学生であるセルチュク・バイラクタルが大きく貢献したとされる。
トルコ軍では、TAI Anka UAVの対抗馬とならないよう、バイラクタル TB2を「戦術UAVクラス」と表現しているが、国際標準では中高度長時間滞空型UAVに分類される。
以前は、エンジン（オーストリアのロータックス製）、ミサイルラック（イギリス）、光電子装置（カナダのL3ハリス・ウェスカムやドイツのヘンゾルドから輸入されたFLIRセンサー）など、輸入品や規制された部品や技術に大きく依存していた。エンジンは、ロータックス社の親会社であるボンバルディア社が、レクリエーション用航空機エンジンであるロータックス912の軍事転用を確認したことにより、輸出停止となった。エンジンに関しては、ウクライナのモトール・シーチからも供給を受けている。光電子装置は2020年10月、トルコの海外での交戦を受けてカナダ外務省によって制裁の対象となり、輸出制限された。
そこで2020年11月6日から、トルコのアセルサン社のCATS FLIRに換装してテストが始まった。
バイラクタル TB2は、トルコ内外からその功績を称賛されている。イギリスの国防大臣ベン・ウォーレスやアメリカの政治学者フランシス・フクヤマは、プラットフォームとそのシステムを賞賛している。製造コストは、1～2億円。
2021年11月26日の時点で、バイラクタル TB2は世界で40万時間の飛行を達成している。 
政治アナリストのサーレム・アル＝ケトビーは、ドローンモデルの高い需要がトルコの「戦略的影響力」の拡大に貢献したと主張した。

## 開発
バイラクタル TB2の開発は、トルコ内外のクルディスタン労働者党（PKK）グループに対して使用されるという懸念から武装無人航空機のトルコへの供与をアメリカ合衆国が禁止したことによって拍車がかかった。
2014年8月、バイラクタル TB2は初飛行した。2015年12月18日には、バイラクタル TB2のミサイルテストの動画が公開された。 
2018年3月、バイカルはカタール軍向けに6機のドローンを製造する契約をカタールと締結した。2018年1月、バイカルはウクライナ軍のために6,900万ドル相当のバイラクタル TB2 12機と地上管制局3基を購入する契約をUkrspetsprojectと締結した。ウクライナは2019年3月にUAVの最初のバッチを受け取った。
2020年10月、アルメニア当局は、アゼルバイジャンとの紛争（2020年ナゴルノ・カラバフ紛争）中に撃墜されたTB2ドローンからCMX-15Dシステムの残骸が回収されたと主張し、ドローンにカナダのL3ハリス・ウェスカムのCMX-15Dシステムが使用されていることが明らかになった。これが引き金となり、CMX-15Dのトルコへの輸出は一旦停止され、グローバル・アフェアーズ・カナダの調査では、ナゴルノ・カラバフ戦争におけるカナダ企業の技術が評価されている。トルコはカナダのCMX-15Dの代替としてアセルサンのCATS（共通開口照準システム）を選択した。

## 特徴

### デザイン

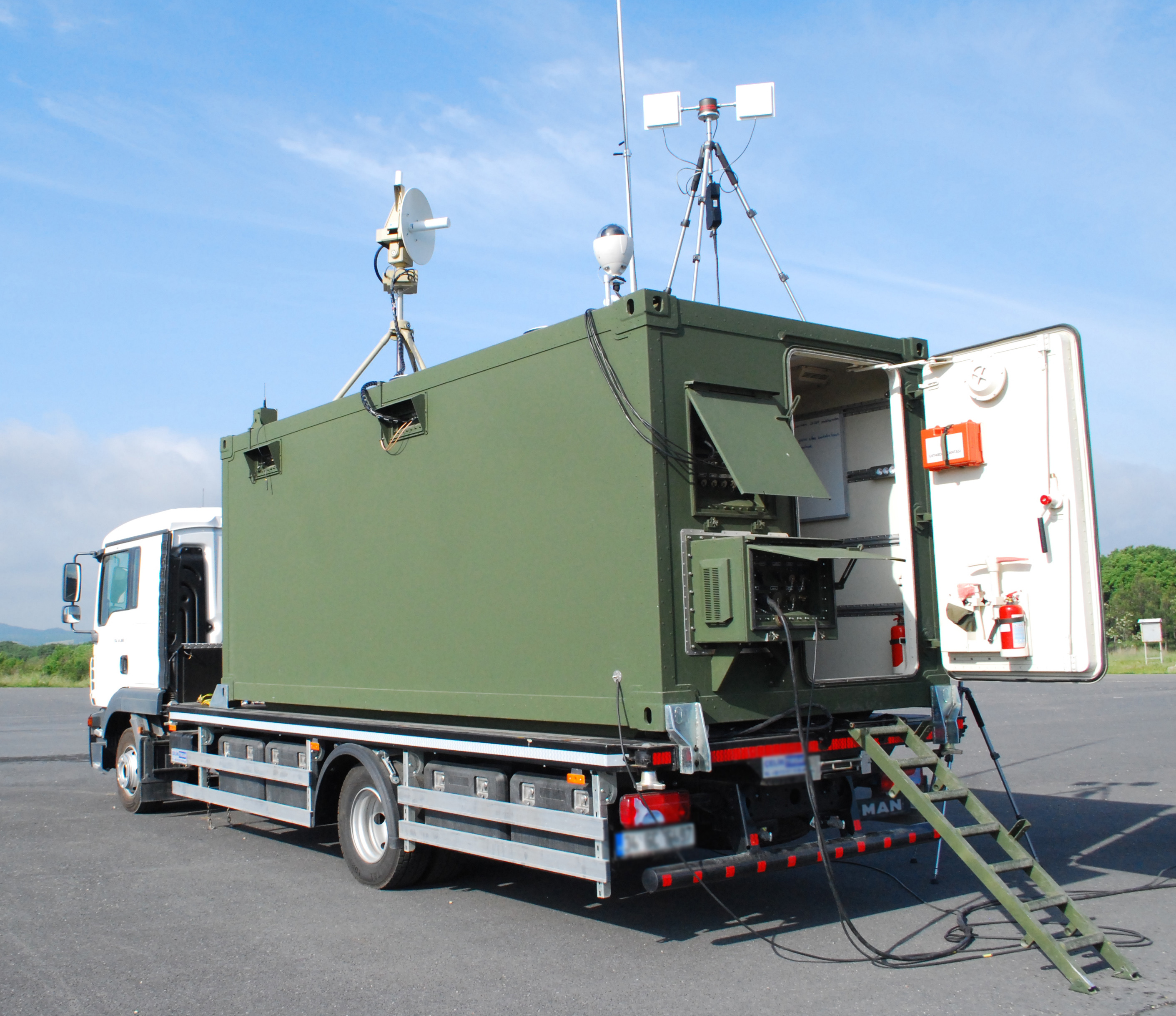
バイラクタル地上管制ステーション

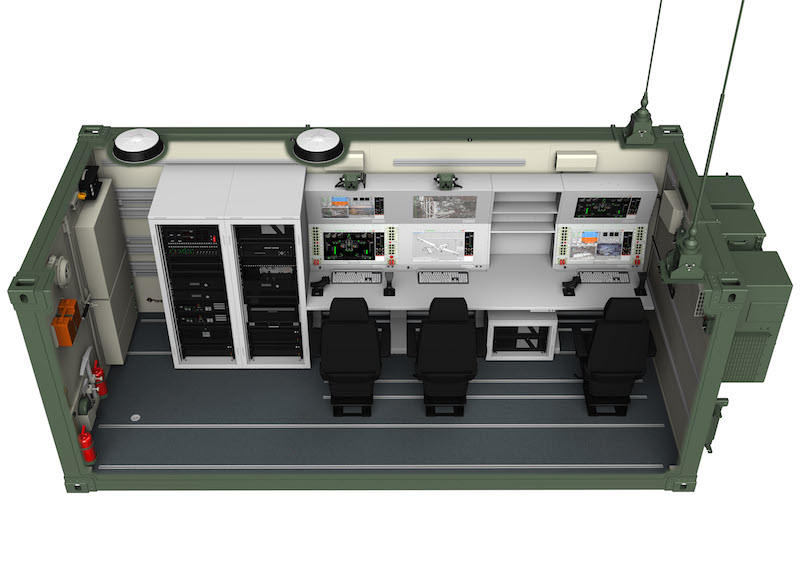
バイラクタル地上管制ステーションの内観

バイラクタル TB2は、逆V字尾翼構造を持つブレンデッドウィングボディを採用、推力はテールブーム間の内燃機関から得ている。モノコック構造のプラットフォームは、主翼、テールブーム、Vテールなどの主要なアイテムが取り外し可能なモジュール式になっている。胴体はすべてカーボンファイバー複合材でできているが、接合部には精密なCNC加工によるアルミニウム部品が使用されている。燃料はブラダータンクに貯蔵され、燃料消費量はソレノイドバルブで自動的に調整される。可変ピッチの2ブレードプロペラにより、中高度での効率的な飛行が可能。
地上管制ステーション（GCS）は、NATO仕様のシェルターユニットをベースに、二重化されたコマンド＆コントロールシステムと、冗長性のあるエアコン、NBCフィルタを装備している。シェルター内のすべてのハードウェアは、ラック型キャビネット内に設置されている。この移動式ユニットは、パイロット、ペイロードオペレーター、ミッションコマンダーの3名で制御する。各オペレータは、リアルタイムのコマンド、コントロール、およびモニタリングに使用されるオペレータ・インターフェース・ソフトウェアとともに、前面にデュアル・スクリーンを備えている。

### 構成
バイラクタル TB2は、6台の空中機プラットフォーム、2台の地上管制ステーション（GCS）、3台の地上データ端末（GDT）、2台の遠隔ビデオ端末（RVT）と地上支援装置で構成される。各プラットフォームは、3重の冗長化されたアビオニクスシステムを搭載している。地上管制システムは、パイロット、ペイロードオペレーター、ミッションコマンダーがそれぞれ指揮、制御、監視を行うクロスリダンダントアーキテクチャを採用している。

### 飛行制御システム
バイラクタル TB2は、外部センサーの補助なしに自律的にタキシング、離陸、巡航、着陸、駐機が可能な、リアルタイムのセンサーデータを三重冗長化されたセンサーフュージョンアルゴリズムで飛行制御するシステムが搭載されている。ミッション固有の制御は、ミッションコントロールコンピュータシステムを通じて行われる。電子パワーユニットは、トリプルオルタネーターとリチウムイオン二次電池ユニットで構成されている。カメラユニットがプラットフォームの尾部に設置されており、全てのセンサーデータはエアボーンデータレコーダーに記録されている。アビオニクスは、必要に応じて異なる飛行場への自律的な緊急着陸をサポートできるようになっている。センサーフュージョンは、GPS信号が失われた場合でも、ナビゲーションと自動着陸を可能にするよう設計されている。

### 武装
バイラクタル TB2は、主翼下の4か所のハードポイントに合計150kgのミサイルや誘導爆弾、ロケット弾で武装することができ、TAI/アグスタウェストランド T129 ATAKにも武装できるUMTASは射程8kmの対戦車ミサイルでバイラクタル TB2に搭載した場合、高度16000フィートからの攻撃もできる。レーザー誘導爆弾であるMAMは滑空爆弾であり、C型は射程8km、L型は射程が8km～14kmとなっている。T型は重さが94kgとなり1発しか装備できないが射程は30km～80kmとなり、中距離対空兵器からのアウトレンジ攻撃も可能になっている。その他にもレーザー誘導ロケット弾であるジリット等を装備することができる。

## 運用履歴

### イラク
トルコ国防省によると、2019年11月上旬、イラクとの国境を越えてPKKのテロリストを殺害するためにバイラクタル TB2が使用されたという。

### リビア

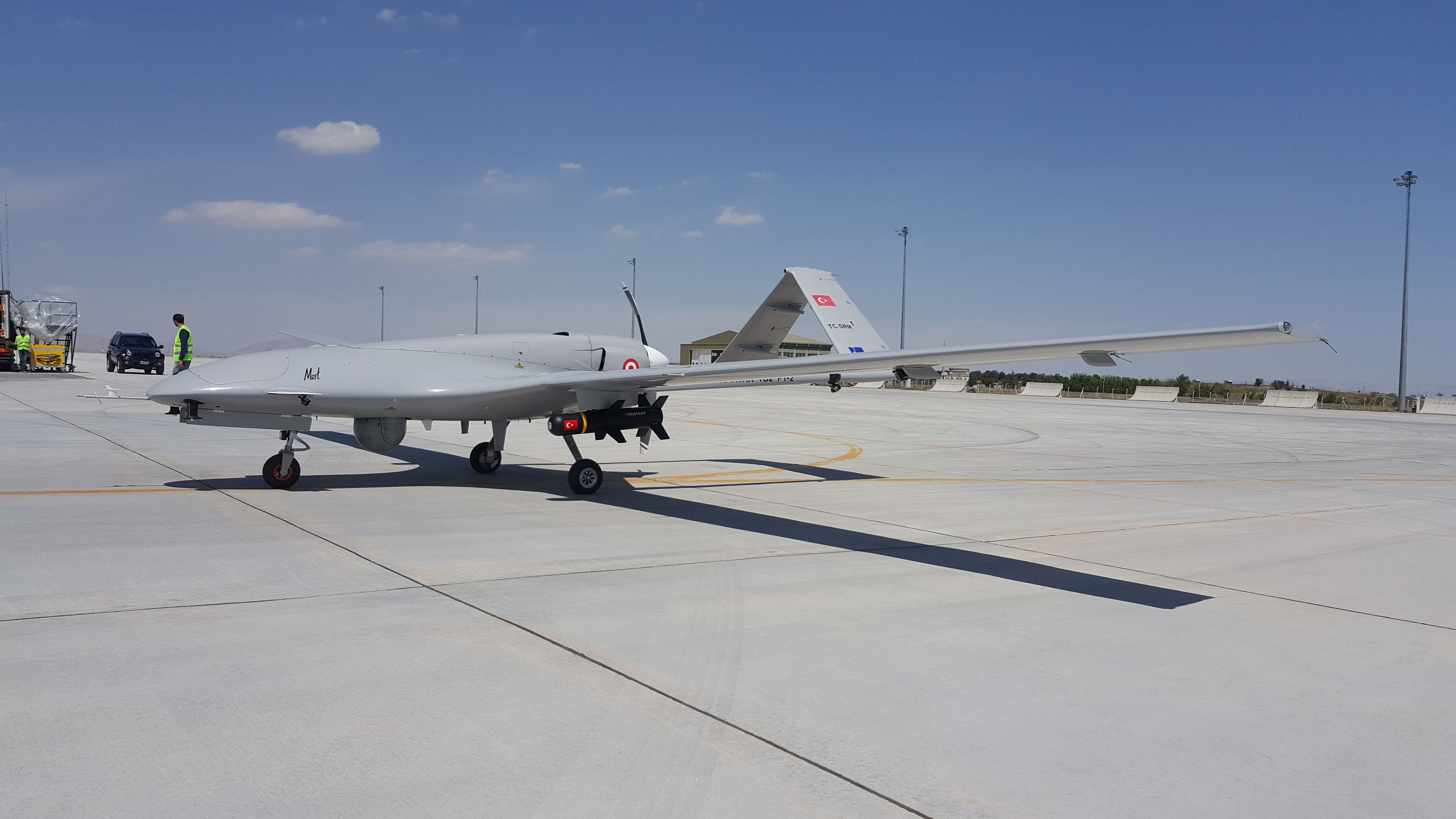
MAM Lを搭載したバイラクタル TB2

2019年6月、国際ニュースメディアは、リビア国民合意政府（GNA）が、ハリファ・ハフタル将軍が率いるリビア国民軍（LNA）の空軍基地を攻撃するためにバイラクタルを使用したと報じた。現在進行中のリビアの内戦に対する国際連合の禁輸措置にもかかわらず、少なくとも3機のバイラクタル TB2 UCAVが、国連が認めた政府によってトリポリ上空で使用されていると疑われている。一方、LNAハフタル将軍の軍隊は、ミティガ国際空港で1機のUAVを破壊したと主張している。トリポリ上空を飛行するバイラクタル TB2が、少なくとも1機、GNA連合軍の管理下にあるミティガの軍事区域に着陸しようとしている様子が動画に映し出されている。トルコのTB2は、リビア西部でLNAの戦闘機を標的として大規模に使用され続いている。LNAはトルコのドローンの撃墜を日常的に報告しており、1週間で6機を撃墜したと主張している。LNAもアラブ首長国連邦（UAE）から調達したと思われるドローンを投入しており、同年5月から7月にかけてGNAが持つ12機のバイラクタルTB2の半分近い6機が、LNAの中華人民共和国製「翼竜Ⅱ」無人機に破壊され、GNAも1機の翼竜Ⅱ無人機を破壊している。
2019年12月、LNAはトリポリ近郊のアイン・ザラーでトルコのTB2無人機2機を撃墜したと主張している。
2020年3月31日、LNAはリビアのトリポリ市付近で、トルコの別のバイラクタル TB2戦闘用ドローンを撃墜した。
2020年4月5日、リビアのタルフーナ近郊の滑走路でアントノフ An-26輸送機が破壊された。GNAの部隊は、LNA民兵用の弾薬を積んだアントノフ貨物機を撃墜したと報じた。LNAは攻撃を確認したが、航空機は医療物資を運んでいたと述べた。未確認ながら、同機はバイラクタル TB2 ドローンからの攻撃を受けたと報じられている。
2020年4月17日には、トルコのバイラクタル TB2ドローンはバニワリード近くで撃墜された。
2020年5月第3週、LNAのパーンツィリ・ミサイルシステムは、国民合意政府のトルコ製戦闘ドローン バイラクタル TB2を2機、撃墜したと報じられている。1機はタルフーナ市付近で、もう1機はジェベルシェリーフ付近で撃墜された。 
写真証拠に基づいて航空機や装甲車両の損失を追跡するサイト「ロストアーマー」によると、2020年6月8日時点で少なくとも19機のTB2の破壊が確認されている。

### シリア
シリア内戦に介入したトルコ軍が、シリア軍、YPG・PKKといったクルド人勢力、ISILなどとの戦いで使用している。
バイラクタル TB2は、アンカ-S UAVや多くの電子妨害装置と共に配備され、2020年2月末、シリア北西部でトルコ軍が、シリアに派遣されたロシア軍により大きな損失を被ったことに対抗して、トルコが開始した「スプリング・シールド作戦」において地上目標を攻撃するための協調した動きで広範囲に使用された。この展開は成功であり、戦術的なゲームチェンジャーであると専門家は評価している。ロシアの情報筋は、ロシアの支援を受けたシリアの防空部隊が、2020年3月5日までに7機のバイラクタル TB2 UAVを撃墜したと主張した。ドローンはMAM-CとMAM-Lの「マイクロ弾薬」で武装しており、射程は最大約14km（8.6マイル）とされている。
2020年3月18日、ANNA News通信のチームは、サラキブで撃墜されたトルコ製バイラクタル TB2の残骸の発見を報じた。

### トルコ
2018年7月2日、トルコ空軍のバイラクタル TB-2Sがハタイ県でエンジン故障が原因と見られる胴体着陸事故を起こした。

### アゼルバイジャン

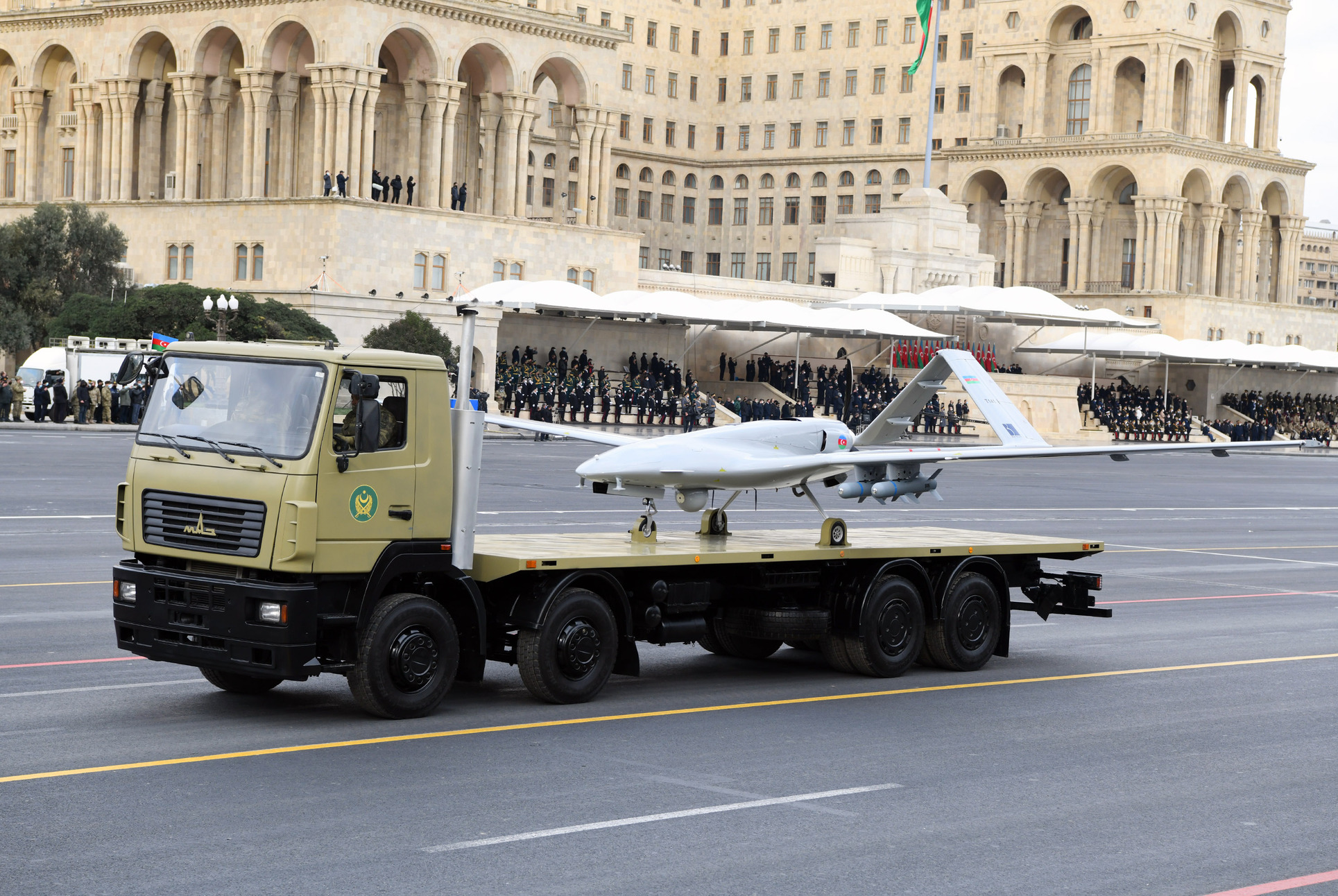
バクーの軍事パレードでのバイラクタル TB2

2020年6月、アゼルバイジャンのザキール・ハサノフ国防相は、アゼルバイジャンがトルコからバイラクタル ドローンの購入を決定したと発表した。
2020年ナゴルノ・カラバフ紛争
2020年ナゴルノ・カラバフ紛争では、バイラクタル TB2がアルメニア共和国軍及びアルメニアの軍事基地に対して使用されている。

### ウクライナ
軍事近代化プログラムの一環としてウクライナ軍は2019年に12機を輸入し、親ロシア勢力の支配下にある東部地区の偵察に投入した。
同機の使用に成功した後、ウクライナ海軍は6機のバイラクタルTB2を別途追加発注し、海軍当局によると2020年に納入された。トルコとウクライナは、ウクライナに48機のバイラクタルTB2を追加製造する合弁会社を設立すると発表している。東部の紛争地域で活躍したことにより2021年9月に追加の24機を数ヶ月以内に購入することを発表した。2022年時で18機以上を保有しており、2022年3月にウクライナのレズニコフ国防相は新たに発注したバイラクタル TB2がすでにウクライナに納入され、戦闘準備が整ったと発表した。24機全てが納入されていた場合、ウクライナには数機がロシア軍に破壊されたが30機以上を保有していると考えられる。
クリミアやウクライナ国境付近でのロシアの軍拡の中、2021年4月9日にバイラクタルTB2でドンバス地方の偵察飛行を行った。これは、活発な紛争地域内でのウクライナ軍による同機の初運用となった。ウクライナ軍参謀本部は2021年10月26日、東部の親ロシア派武装勢力に対する攻撃任務にTB2を初投入してD-30 榴弾砲を破壊したと発表した。更にウクライナは、より高性能なトルコ製無人攻撃機「アキンチ」へエンジンやプロペラを供与している。ロシア連邦副首相ユーリ・ボリソフは、「トルコとの関係を見直す」とウクライナへの無人軍用機輸出に対して警告を発した。
2022年2月24日から始まったロシアのウクライナ侵攻では、開戦初日のロシア軍による空爆で全機破壊されたと報じられていたが、実際には分散配置されていたため被害を免れた。初日以降多くの戦果を上げ続けており、ロシアのクラスハ電波妨害装置にも妨害されずロシア軍の戦車や装甲車、各種車両、9K37等の地対空ミサイル部隊、鉄道の燃料車等やロシア軍司令部等を攻撃し数百両を破壊する戦果を挙げたとウクライナ側は主張している。。また、地対艦ミサイル『ネプチューン』との協同により、ロシア海軍黒海艦隊旗艦であるミサイル巡洋艦「モスクワ」に攻撃を行ったとされ、結果として同艦は沈没した。5月7日、ウクライナ軍は、オデッサ沖の黒海海域でロシア海軍の哨戒艇2隻と上陸艇1隻をバイラクタルTB2で撃破したと発表した。
これらの戦果により、本機はウクライナの抵抗の象徴の一つとなっている。ウクライナでは本機を称える歌が作られ人気を博している他、ペットや動物園で生まれたキツネザル、警察犬訓練センターの子犬に「バイラクタル」の名が付けられている。

## 運用者
- トルコ - 110機[79]
- アゼルバイジャン[80] - 2024年時点で、アゼルバイジャン空軍が不明な機数を保有[81]。
- クロアチア - 2024年11月にイヴァン・アヌシッチ国防相から調達決定が発表された[82]。
- ジブチ - 2024年時点で、ジブチ空軍が少なくとも2機を保有[83]。
- エチオピア - 4機[84]
- イラク - 購入済、運用前[85]。
- 日本 - 陸上自衛隊が試験導入予定[86]。
- キルギス[87]
- クウェート - 2023年6月にクウェート軍が複数機の発注を公表、2025年7月に第一バッチを受領した[88]。
- リビア[89]
- モロッコ[90] - 13機をモロッコ空軍が導入[91]。2024年時点で、不明な機数を保有[92]。
- ニジェール - 購入済、運用前[93]。
- パキスタン[94]
- ポーランド - 24機[95]
- カタール - 6機[96]
- トルクメニスタン[97] - 2021年の軍事パレードにおいて、MAM-LおよびMAM-C小型誘導爆弾を装備した3機のバイラクタルTB2が確認された[98]。2024年時点で、トルクメニスタン空軍が3機以上を保有[99]。
- ウクライナ - 18機＋α[100]
- ウズベキスタン - 2024年9月時点で、少なくとも4機を保有し、ロケットサン社製の空対地ミサイルを搭載していることが確認されている[101]。

## 諸元

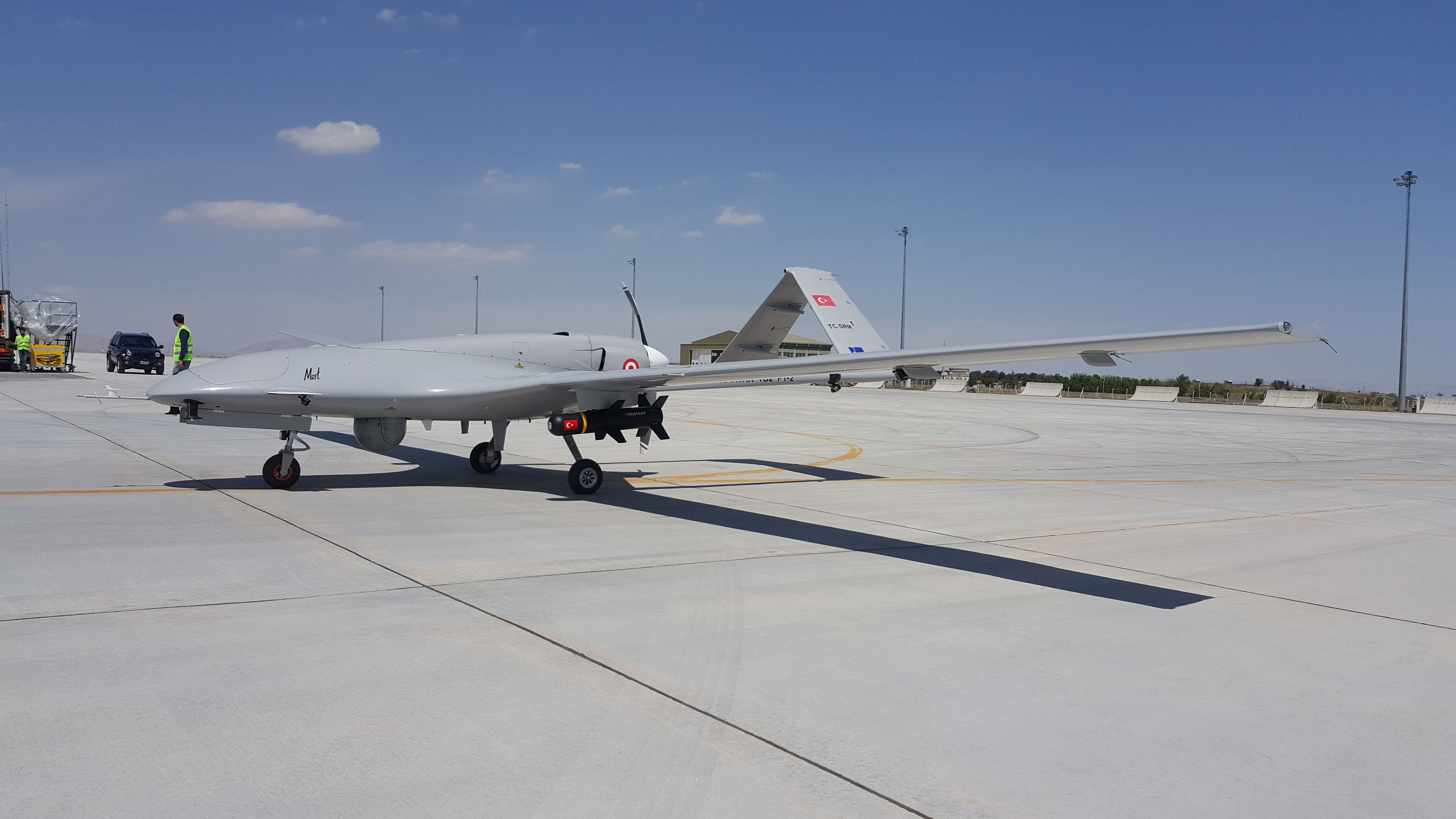
MAM-Lを搭載したバイラクタル TB2

データの出典：バイラクタル・ディフェンスの公式ウェブサイト

### 一般的特性
- 乗員: 0 機内, 3 地上局
- 長さ: 6.5 m (21 ft)
- 翼幅: 12 m (39 ft)
- 最大離陸重量: 650 kg (1,430 lb)
- ペイロード: 150 kg (330 lb)
- エンジン: 1 x 噴射装置付き内燃機関、100 Hp
- 燃料容量: 300リットル (79 US gal)
- 燃料の種類: ガソリン

### 性能
- 最大速度: 120ノット (220 km/h)
- 巡航速度: 70ノット (130 km/h)
- 交信距離: 見通し内伝搬
- 実用上昇限度: 27,000フィート (8,200 m)
- 運用高度: 18,000フィート (5,500 m)
- 航続時間: 27 時間

### 兵装
- ハードポイント: 4 （レーザー誘導小型爆弾用）、以下と連携：
  - L-UMTAS (長距離対戦車ミサイルシステム) [103]
  - MAM (小型精密誘導爆弾) [104]
  - Roketsan ジリット (70mmミサイルシステム) [105]
  - Tubitak-Sage Bozok レーザー誘導ロケット[106]

### アビオニクス
- 互換性のある EO/IR/LD イメージング・照準センサーシステムまたはマルチモードAESAレーダー：
  - アセルサン CATS  EO/IR/LD イメージング・照準センサー（現在生産中）[30][31][32]
  - ウェスカム MX-15D EO/IR/LD イメージング・照準センサー（2020年10月まで生産）[107]